# Uchinoura Space Center
Het  Uchinoura Space Center (Japans: 内之浦宇宙空間観測所, Uchinoura uchū kūkan kansokusho) is een Japans ruimtevaartcentrum gelegen in de plaats Uchinoura (gemeente  Kimotsuki) in de prefectuur  Kagoshima. 
Het ruimtevaartcentrum werd opgericht in februari 1962. Voor de oprichting van JAXA in 2003 stond de basis bekend als het Kagoshima Space Center (鹿児島宇宙空間観測所). Voordat de M-V raketten uit gebruik werden genomen, werden alle Japanse onderzoekssatellieten gelanceerd vanaf Uchinoura. Sinds 2013 worden er Epsilon-raketten gelanceerd.